# Carin Cone
Carin Alice Cone, po mężu Vanderbush (ur. 18 kwietnia 1940) – amerykańska pływaczka. Srebrna medalistka olimpijska z Melbourne.
Zawody w 1956 były jej jedynymi igrzyskami olimpijskimi. Zdobyła srebro na dystansie 100 metrów stylem grzbietowym. W 1959 zdobyła dwa złote medale igrzysk panamerykańskich, na dystansie 100 metrów stylem grzbietowym i w sztafecie 4 × 100 metrów stylem zmiennym. Była wielokrotną mistrzynią Stanów Zjednoczonych i rekordzistką świata.
W 1984 została przyjęta do International Swimming Hall of Fame.